# Župnija Peče
Župnija Peče je rimskokatoliška teritorialna župnija dekanije Domžale nadškofije Ljubljana.
Zgodovina župnije Peče (avtorja: Bogomil Brvar, Jelka Lalič) 
Kdaj so Peče dobile prvo cerkev, ni znano, najverjetneje mnogo pred letom 1526, ko je cerkev prvič omenjena. Na dan sv. Jerneja, njenega farnega zavetnika, je bil v prejšnjih časih važen koledarski dan za kmeta kot dan raznih dajatev, ker so ga imeli za prvi jesenski dan. Po slovanskih deželah se je sv. Jernej častil že v začetku 2. tisočletja, kajti iz teh prvih stoletij so znane stare župnijske cerkve z njegovim imenom. 
Do leta 1768 je cerkev sv. Jerneja spadala pod moravško župnijo, od koder je župnik prihajal maševat tudi v Peče, vendar ne vsako nedeljo. Leta 1768 pa je gospod Valentin Trtnik tej cerkvi podaril grad Križate, s čimer mu je bila dana pravica do beneficija. Župnik Valentin Trtnik je kupil grad Križate s posestvom že 4. decembra 1765. Ustanovna listina, v kateri je med drugim zapisana tudi izročitev posestva v Križatah cerkvi v Pečah, pa je bila izdana dne 19. maja 1768, potrdil pa jo je nadškof Karel Mihael v Gorici 11. julija 1768. Tako je nastala »duhovnija« v Pečah. 
Beneficij je trajal do oktobra 1771. Takrat pa je nadškof povzdignil peški beneficij v vikariat. 
Župnik Janez Kapus je v oznanila za 19. nedeljo po Binkoštih leta 1771 zapisal, da je od 10. oktobra 1771 cerkev sv. Jerneja župnijska cerkev. 
Župnija Peče oziroma vikariat Peče je bil od vsega začetka, torej od ustanovitve leta 1768 oziroma potrditve 1771, popolnoma samostojna župnija. Poleti 1824 pa so se začele velike težave. V samostojnost župnije je grobo posegla tedanja civilna oblast. Gubernij, takratna najvišja upravna enota stare Avstrije, s sedežem v Ljubljani, je 15. julija 1824 poslal škofijskemu ordinariatu dekret o ukinitvi samostojnega vikariata v Pečah. Dekret je bil poslan v vednost tudi Francu Pircu, takratnemu župnemu vikarju v Pečah, in dekanu v Moravčah. 
Franc Pirc je bil odločen, da bo uspel dokazati neresničnost navedb v dekretu. V okvir njegovih načrtov, kako se bo zoperstavil avstrijski oblasti, gotovo sodi tudi zanimiv dokument z dne 22. novembra 1824, v katerem je zapisana izjava oziroma obljuba, s katero so takratni zemljiški posestniki iz vikariata Peče sprejeli pravno veljavno obvezo, da bodo oni in njihovi otroci oziroma nasledniki vzdrževali in obnavljali župnišče v Pečah in graščino Križate skupaj z gospodarskimi poslopji, letno dajali določen znesek vsakokratnemu župnemu vikarju, hitro popravili župnijske stavbe v primeru elementarne nesreče ali druge podobne zadeve, pri čemer to ne bo v breme župnijskega premoženja, in vzdrževali obe cerkvi, cerkev sv. Jerneja in cerkev sv. Mihaela, v dobrem stanju. 
Župnik Franc Pirc je februarja 1825 na škofijo, ne na civilno oblast, naslovil daljše poročilo, v katerem je v imenu župnijske skupnosti prosil, naj si prizadeva za to, da bi Peče postale stalno neodvisna župnija, kot je bila zadnjih 40 let. 
Prvega julija 1825 se je župnik Pirc spet oglasil s pismom na ordinariat. Vneti župnik si je prizadeval, da bi tudi po njegovem odhodu Peče ostale samostojna župnija. K temu naj bi pripomogla uresničitev želja nekaterih bližjih prebivalcev oziroma vasi, ki bi se najraje pridružile župniji Peče zaradi bližine cerkvi in boljših poti. 
Iz leta 1829 obstoji še en dokument, datiran z 18. julijem, ki ga je župnik Pirc poslal na dekanat v Moravče, v katerem je zapisal, da mu sporoča v nadaljnjo uradno referenco, da je bila župnija sv. Jerneja v Pečah podružna cerkev moravške župnije do 19. marca 1768, ko jo je ustanovitelj gospod Valentin Trtnik z ustanovnim pismom z odobritvijo naredil za beneficiatsko župnijo in potem 10. oktobra 1771 beneficiatsko pri višji oblasti dvignil na samostojno župnijo, ki je bila z odlokom ponovno potrjena kot samostojna od 27. oktobra 1825 naprej. 
Dokument, tako se zdi, je v prid samostojnosti, neodvisnosti župnije Peče. Sicer pa je bil tudi škof Alojzij Wolf mnenja, da bodo Peče še nadalje ohranile neodvisnost. 
S tem se je končalo trdo delo župnika Franca Pirca za ohranitev samostojnosti župnije Peče. To obdobje je bilo v njeni zgodovini odločilno obdobje – obdobje za »biti ali ne biti«. 
Gospod Franc Pirc je dosegel, da so imeli vsi njegovi nasledniki v Pečah status župnika in ne več župnega vikarja. 
Samostojni vikariat v Pečah je od župnika Franca Pirca dalje dejansko deloval kot samostojna župnija, leta 1862 pa je bil tudi uradno povišan v župnijo.

Vir: Knjiga Župnija Peče v ogledalu časa, avtorja Bogomil Brvar in Jelka Lalič, izdala Župnija Peče, 2005